# Даньчжухе
ГЕС Даньчжухе 1 (丹珠河水电站) — гідроелектростанція на півдні Китаю у провінції Юньнань. Розташована перед ГЕС Dānzhūhé 2 (17,1 МВт) і становить верхній ступінь дериваційного гідровузла, який використовує ресурс зі сточища річок Dangzhu та Xīyuè, правих приток однієї з найбільших річок Південно-Східної Азії Салуїну (басейн Андаманського моря).
Збір ресурсу відбувається за допомогою восьми невисоких (до 15 метрів) бетонних гребель та мережі безнапірних тунелів, котрі у підсумку постачають воду у верхній балансувальний резервуар. Далі через напірний водовід довжиною понад 1 км ресурс подається до розташованого на лівого берегу Xīyuè наземного машинного залу.
Основне обладнання станції становлять дві турбіни типу Пелтон потужністю по 40 МВт, які при напорі у 745 метрів забезпечують виробництво 394 млн кВт-год електроенергії на рік.